# Macrocyprina swaini
Macrocyprina swaini är en kräftdjursart som beskrevs av Rosalie F. Maddocks 1990. Macrocyprina swaini ingår i släktet Macrocyprina och familjen Macrocyprididae. Inga underarter finns listade i Catalogue of Life.